# Цревар, Аня
А́ня Цре́вар (серб. Ања Цревар / Anja Crevar; 24 мая 2000, Панчево) — сербская пловчиха, выступает за национальную сборную Сербии начиная с 2015 года. Участница летних Олимпийских игр в Рио-де-Жанейро, обладательница бронзовой медали первых Европейских игр в Баку, чемпионка Европы среди юниоров, победительница и призёрка многих первенств национального значения в комплексном плавании.

## Биография
Аня Цревар родилась 24 мая 2000 года в городе Панчево Южно-Банатского округа Югославии. Активно заниматься плаванием начала с раннего детства, проходила подготовку в местном спортивном клубе «Динамо». Специализировалась одновременно на разных стилях плавания, наиболее была успешна в комплексном плавании.
Первого серьёзного успеха на взрослом международном уровне добилась в сезоне 2015 года, когда вошла в основной состав сербской национальной сборной и побывала на первых Европейских играх в Баку, откуда привезла награду бронзового достоинства, выигранную в индивидуальном комплексном плавании на 400 метров. Также в этом сезоне заняла пятое место на чемпионате мира среди юниоров в Сингапуре, установив при этом рекорд Сербии в женском четырёхсотметровом комплексном плавании, и выступила на взрослом чемпионате мира в Казани, где, тем не менее, была далека от призовых позиций.
В 2016 году на чемпионате Европы среди юниоров в венгерском городе Ходмезёвашархей Цревар одержала победу в комплексном плавании на 400 метров и получила бронзу на дистанции 200 метров. Благодаря череде удачных выступлений на Олимпийских играх в Рио-де-Жанейро стартовала в двух дисциплинах индивидуального комплексного плавания: на двухсотметровой дистанции заняла итоговое 27 место, тогда как на четырёхсотметровой дистанции закрыла двадцатку сильнейших.
На чемпионате России по плаванию на короткой воде 2022 года выиграла на дистанции 400 метров, представляя Боснию и Герцеговину.